# Андрей Живков
Андрей Стефанов Живков е министър на енергетиката в служебното правителство на Стефан Янев.

## Биография
Роден е през 1971 г. в Ботевград. През 1989 г. завършва средното си образование в 1-во Единно средно политехническо училище „Кирил и Методий“ в Кюстендил, а през 1996 г. – Електроснабдяване и електрообзавеждане в Техническия университет в София. Придобива професионална квалификация по „Управление на фирмата“ в Института за следдипломна квалификация към Университета за национално и световно стопанство през 2003 г. Придобива професионален сертификат по Мениджмънт от Нов български университет през 2006 г., а през 2012 г. завършва магистратура Икономика през 2012 г. От 1996 до 2012 г. работи в „Електроразпределение Столично“ ЕАД и след продажбата му – в ЧЕЗ Разпределение България ЕАД, като заема различни позиции, последната от които е ръководител направление „Столично“. От 2014 до 2015 г. е член на Надзорния съвет на „Електроенергиен системен оператор“ ЕАД. През 2017 – 2018 г. е председател на управителния съвет на „Електроенергиен системен оператор“ ЕАД. От 12 май 2021 г. е министър на енергетиката в служебното правителство на Стефан Янев.